# Henri Chrétien
Henri Jacques Chrétien (1. februar 1879 i Paris, Frankrig – 6. februar 1956 Washington ) var en fransk astronom og en opfinder. 
Hans mest berømte opfindelse er anamorphic (?) widescreen proces, som resulterede i CinemaScope, og udviklingen af Ritchey-Chrétien-teleskopet sammen med George Willis Ritchey et astronomiske teleskop. 
Han tilbragte en del af hans tidlige astronomiske karriere på Nice Observatorium. 
Han var en af grundlæggerne af Institut d'optique théorique et appliquée og professor ved det franske "grande École" SupOptique (École supérieure d'optique).

## Priser og hædersbevisninger
Den astronomiske Chrétien International Research Grants pris er til ære for ham. Krateret Chrétien på Månen er opkaldt til hans ære. I 1954 modtog han en Oscar for hans arbejde med CinemaScope.

## Reference
1. ↑  Lance Day & Ian McNeil, eds., Biographical Dictionary of the History of Technology, 1995